# 人民力量革命 (1986年)
人民力量革命（英語：People Power Revolution），因為發生於菲律賓國家首都區主要幹道桑托斯大道（西班牙語：Epifanio de los Santos Avenue, ，或譯為「乙沙大道」）而被稱為桑托斯大道革命（EDSA Revolution）或譯乙沙人民力量革命、乙沙革命，是因為一連串自1983年起發生於菲律賓針對總統馬可仕政權暴力、貪汙腐敗、與選舉舞弊的示威抗議與公民抗爭，而導致1986年2月由人民投票、反對黨領袖暨總統候選人柯拉蓉·艾奎諾、時任天主教馬尼拉總教區總主教辛海梅樞機領導、國防部長安利爾及副參謀總長菲德爾·羅慕斯等軍政高層參與響應合力推翻馬可仕政權的革命。
這場非暴力的政治運動導致眾叛親離的馬可仕在美國雷根政府的勸說下於2月25日出亡夏威夷，終結其20年的統治，並使菲國再次民主化。由於革命期間群眾以黃絲帶紀念呼喚柯拉蓉遭暗殺的丈夫班尼格諾·艾奎諾，故又稱為黃色革命（Yellow Revolution）。革命後，柯拉蓉被認定為正當合法的總統。人民力量革命的成功，被認為也帶動了韓國等國家的民主進程，啟發全球各地的非暴力民運。

## 背景

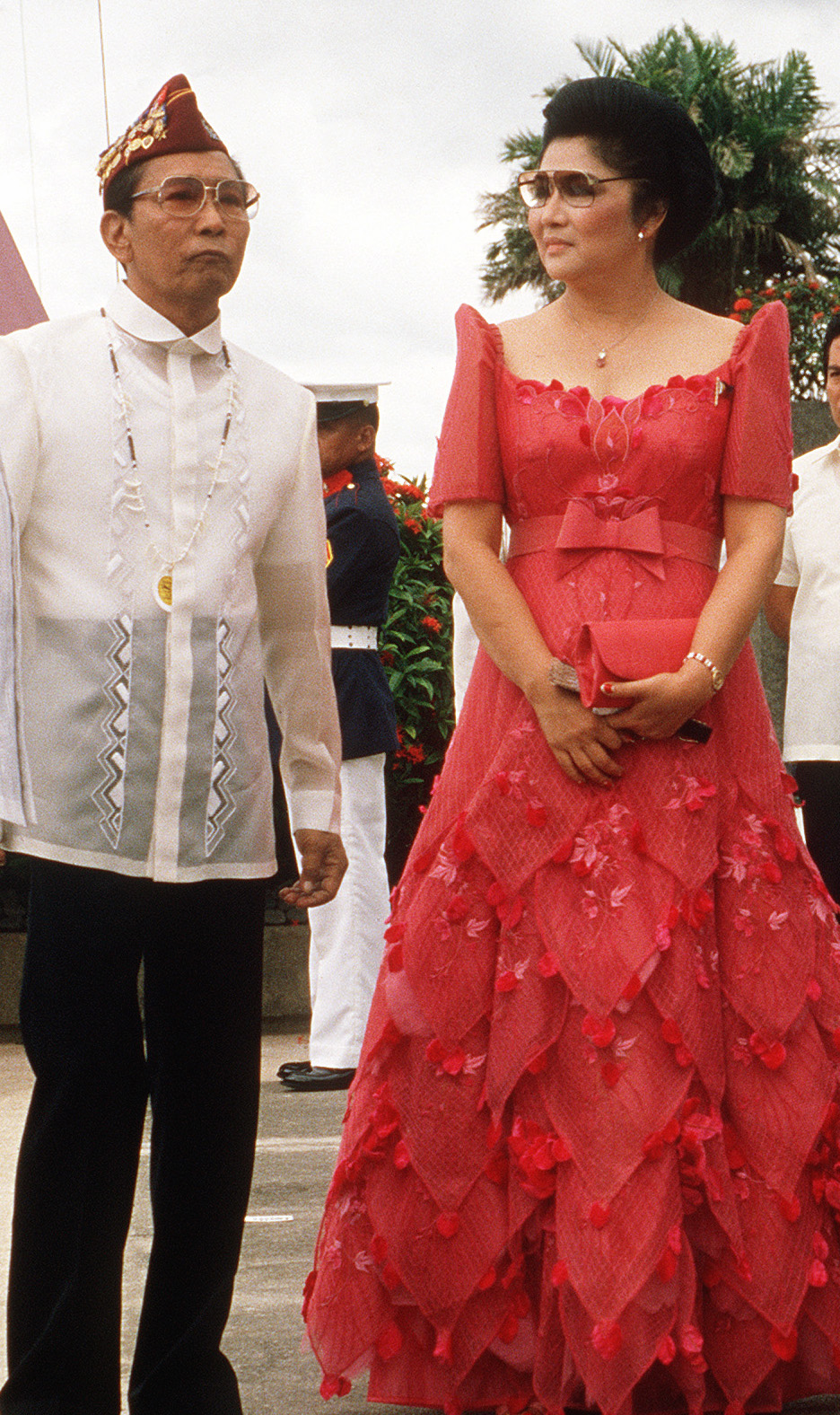
1984年的馬可仕與妻子伊美黛

### 獨裁戒嚴與貪腐
馬可仕於1949年首度當選為眾議員，1965年以參議院議長身分險勝當任總統迪奧斯達多·馬卡帕加爾，上任後他強化徵稅並廣開道路與學校等公共工程。他於1969年的買票和舞弊指控中連任總統。但嚴重的貪汙腐敗、日增的貧富差距、以及左派的新人民軍與菲律賓南部信奉伊斯蘭教的莫洛民族解放陣線都使全國犯罪、民間不滿、與各地騷亂同時增加。
依法不得在1973年競選連任的馬可仕在1972年9月以行政命令宣布戒嚴，攫取獨攬緊急軍政權力，使其得以壓制言論自由、新聞自由及其他自由權。他還廢止1935年憲法、代之以他自己寫的版本、解散國會、逮捕政敵與異議人士（包括原將於1973年出馬挑戰他的參議員小貝尼格諾·阿基諾）、和打擊批評其政府的媒體。反共與讓美國繼續使用軍事基地確保了美國對他的支持。
馬可仕在其任內建立了對軍事與財政的絕對權力，並透過四處懸掛其照片等強制手段塑造個人崇拜。他還以關閉或政府接收等方式掌控企業，建立其裙帶資本主義。

### 反對黨領袖遭暗殺

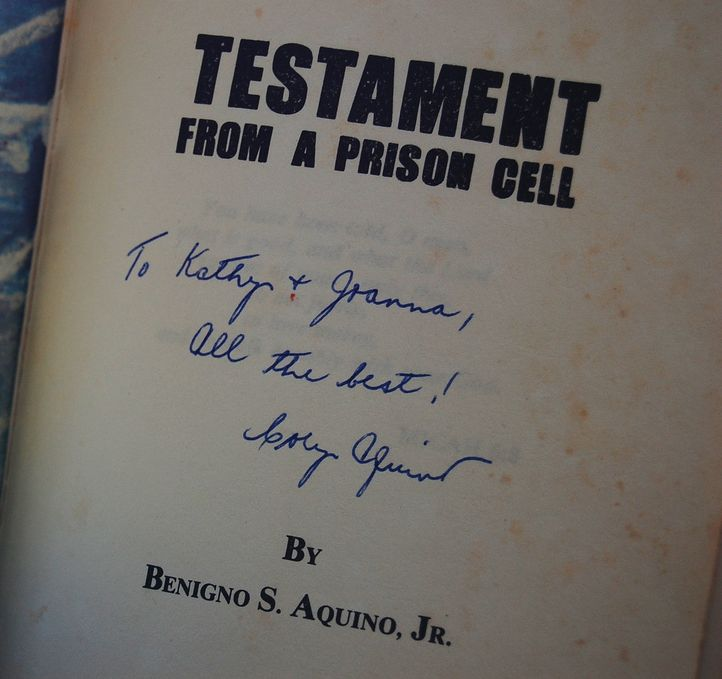
柯拉蓉於1983年所簽名的艾奎諾著作《來自牢籠中的誓約》

被馬可仕逮捕下獄的反對黨領袖小貝尼格諾·阿基諾，曾在獄中絕食抗議40天而導致其體重從54公斤降至36公斤。1977年，艾奎諾被以顛覆等罪名判處死刑。1980年，因七年牢獄處境使其兩度心肌梗塞後，終於在美國干預下獲准與妻子兒女一同流亡赴美國就醫。
經長期協調抗爭及馬可仕總統聲稱保證其安全的情況下，艾奎諾在1983年獲准回菲律賓參加國會選舉。儘管接到菲國軍方和親馬可仕團體的死亡威脅，他表明要回國挑戰體制並整合反對勢力，他說「為了菲律賓人，犧牲也值得」（Filipinos are Worth Dying For）。他於8月20日在臺灣臺北向將隨行的記者展示他要穿的防彈背心並說「但這也無法保護頭部」、「你得準備好手上的相機，因為這次行動可能非常迅速。一切可能在3到4分鐘就結束了，而我此後可能再也無法和你說話了。這是非常危險的。」艾奎諾於8月21日經桃園中正國際機場搭乘中華航空公司班機回到馬尼拉機場，卻於步下飛機階梯時遭開槍擊中頭部身亡，倒臥停機坪。雖然機場警察隨即槍斃兇手，並拘捕了數名疑兇，但一般認為該謀殺為馬可仕政府暗中策劃。馬可仕政府立即中止與中華民國間的航約，約一個月後恢復。

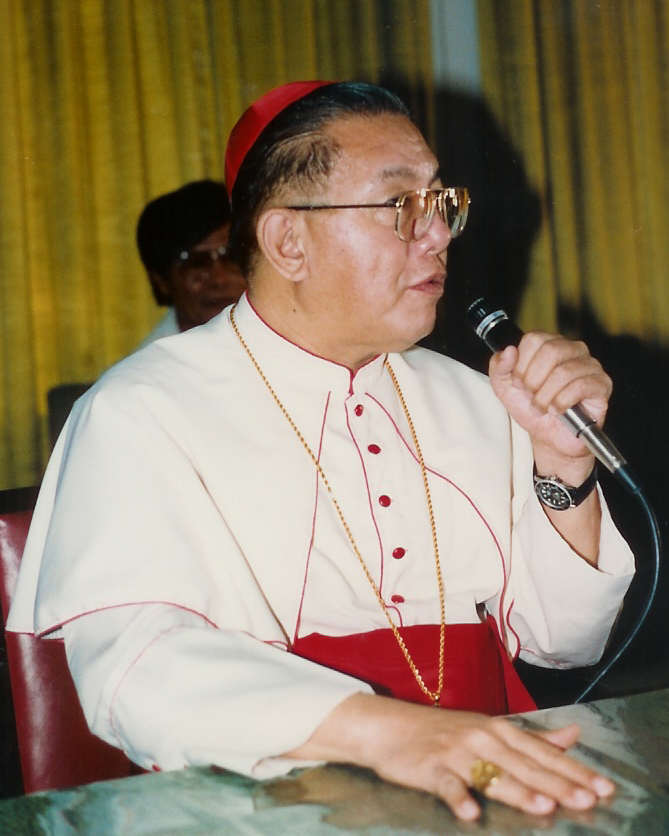
時任天主教馬尼拉總教區總主教辛海梅主教

三天後，艾奎諾遺孀柯拉蓉自美返菲處理亡夫後事，一周後含淚與200萬民眾一同參加艾奎諾送葬悼念遊行，從此成為反對派領袖。眾所矚目的反對黨領袖返國，卻在戒備森嚴的機場內遭暗殺，引發菲國民眾憤怒，並激發由不合作升高的公民不服從，同時導致經濟狀況惡化。馬可仕原指派最高法院首席大法官組成委員會調查這起暗殺，但其結果不被時任天主教馬尼拉總教區總主教辛海梅主教接受。馬可仕只好指派第二個委員會重新調查，結果指控包括馬可仕愛將參謀總長Fabian Ver在內的菲國軍方涉入此陰謀，但Fabian並未出席職司彈劾調查的反貪腐法庭審理，而後更與所有軍方被告一併獲判無罪。這些後續發展進一步動搖已處於崩潰中的政府。

### 總統大選舞弊
在美國的壓力下，馬可仕突然於1985年11月3日宣布將提前一年舉行總統大選，以正當化其統治。12月初，在野陣營經辛海梅樞機主教出面協調後推舉柯拉蓉·艾奎諾與最大在野黨領袖參議員勞瑞爾（Salvador Laurel）搭檔參加1986年2月7日的大選。
官方的選舉委員會（The Commission on Elections, COMELEC）宣稱馬可仕以1080萬7197票（53%的選票）勝過柯拉蓉的929萬1761票，馬可仕的副總統候選人Arturo Tolentino也勝過勞瑞爾。但獲認證的監票組織「全國自由選舉運動」（National Movement for Free Elections）則統計出柯拉蓉實獲783萬5070票（52%的選票），超過馬可仕的705萬3068票，與勞瑞爾同時贏得大選。
各地普遍傳來關於暴力的報告使選舉過程蒙上陰影，並導致29名選舉委員會電腦技術人員於2月9日出走，以抗議選舉結果被故意操弄成有利於馬可仕。這次證實買票與做票等指控的出走，被認為是這次人民革命的初期導火線之一。全部50名反對派議員步出國會抗議，菲律賓人也拒絕接受結果，並稱柯拉蓉才是真正的獲勝者。由於這些選舉舞弊的指控，菲律賓天主教主教會議於2月13日發出譴責這次選舉的聲明。美國參議院也做成類似決議，美國總統雷根則發布聲明稱這些舞弊報告令人困擾。
在人民抗議執政黨的情況下，估計有超過兩百萬群眾聚集在馬尼拉聲援抗議。柯拉蓉並呼籲協調罷工及大規模杯葛親馬可仕的媒體和企業，導致他們亦倍受衝擊。

## 經過

### 倒戈與動員

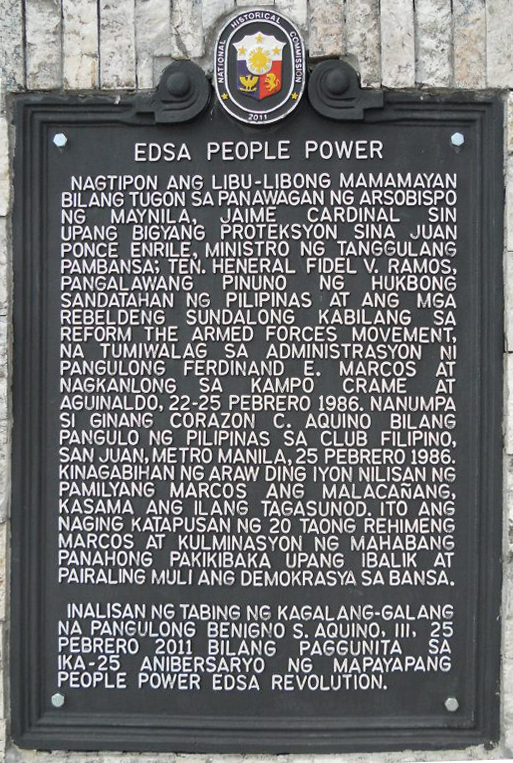
Aguinaldo軍營的人民力量紀念牌

由洪納山（Gregorio Honasan）中校等年輕軍官所組成的「改革軍隊運動」因而與國防部長安利爾（Juan Ponce Enrile）密商發動政變，2月22日星期六清晨3:00敲定，計畫突襲馬拉干鄢宮逮捕馬可仕，同時攻佔戰略要地。6:30改革軍隊運動成員向兼任警察總監的副參謀總長菲德爾·羅慕斯簡報計畫。
美國總統特使菲力普·哈比卜與大使Stephen Bosworth於中午12:00會見馬可仕，建議讓參謀總長Fabian Ver退休。
政變計畫因事洩而使Fabian Ver逮捕並偵訊數名改革軍隊運動成員。已知自身岌岌可危的安利爾乃尋求天主教馬尼拉總教區榮休總主教辛海梅的道德支持。
傍晚6:45，安利爾與羅慕斯在菲國軍事總部所在的Aguinaldo軍營舉行記者會，宣布辭職和撤回對馬可仕政府的支持。安利爾呼籲其他內閣成員傾聽民意，並表明將戰死此地，羅慕斯則稱將家庭利益置於人民利益之上的馬可仕已不適任三軍統帥、亦不再是充分的合憲權威。馬可仕稍後也召開記者會呼籲兩人投降，敦促他們「停止這種愚蠢的行為」。包括軍情首長在內的將領已秘密倒向反叛軍。
辛海梅樞機主教於晚間9:00透過天主教真理电台（Radio Veritas）呼籲菲律賓人前往軍事總部與警察總部所在之Crame軍營間的桑托斯大道（EDSA）以精神與食物等支援安利爾與羅慕斯。這個廣播電台因而扮演了在短時間內動員數百萬群眾的重要角色。
2月23日星期天清晨，政府軍部隊至真理電台拆除發射器，斷絕對人民的廣播管道。這個電台乃轉至發送範圍有限的備用發射台，並持續通報政府軍動態，同時傳遞食物與醫藥等需求。數十萬群眾帶著歡樂的氣氛湧上桑托斯大道，有些還全家出動。藝人娛樂群眾、神父與修女帶領禱告、人們堆砌阻絕沙包。安利爾與羅慕斯在午間現身接受群眾歡呼，以鞏固支持。一隊海軍陸戰隊坦克與裝甲車開至兩總部兩公里外後被手牽手的上萬群眾擋下。儘管部隊要求群眾開道讓路，但群眾未讓步，部隊最後未開火即撤退。
2月24日星期一清晨發生第一起嚴重的軍民衝突。海軍陸戰隊部隊向示威者發射催淚瓦斯，群眾四散後，約3000名海軍陸戰隊部隊進入並控制Aguinaldo軍營東部。稍後，原本受命攻擊Crame軍營的空軍直昇機群，因飛行員與機組員早已秘密叛變，而降落在該營區接受群眾歡呼擁抱。這激勵了持續鼓舞部屬加入反對運動之安利爾與羅慕斯的鬥志。下午，柯拉蓉抵達軍營表達支持。此時一度傳出馬可仕已離開馬拉干鄢宮的消息，但不久，馬可仕即現身官方控制的第四電視頻道並宣布他不會下台。然而，播出之際突然斷訊。原來，一隊反叛軍已佔領電視台，不久，播報人即宣布「第四頻道重新為人民播出」，這也是自1972年後首度由非官方控制這個頻道。下午稍後，反叛軍直昇機攻擊Villamor空軍基地，摧毀總統機隊。另一架直昇機飛赴馬拉干鄢宮開火並造成輕微損害。接著，大多數畢業自菲律賓軍事學院的軍官都叛離。多數部隊均已轉向。
參謀總長法维安·贝尔要求以包括戰鬥機攻擊直昇機等軍事行動鎮壓，馬可仕則表示應以不開火的方式驅散群眾，而非攻擊。

### 各自就職
2月25日星期二凌晨7:00，效忠政府的部隊開始在官方第九電視頻道發射塔上對要求改革的群眾射擊。同日上午，柯拉蓉率先自行於簡單的儀式上在最高法院資深大法官Claudio Teehankee的見證下向人民宣誓就任總統，勞瑞爾則在大法官Vicente Abad Santos的見證下宣誓就任副總統。柯拉蓉宣誓時由班尼格諾·艾奎諾的母親手持聖經。參加者包括安利爾與許多政治人物。羅慕斯則被晉升為將軍。許多身穿黃衣的群眾則於場外歡呼。
一小時後，馬可仕夫婦也在馬拉干鄢宮舉行就職，受邀的外國要人則因安全理由未出席。約3000名效忠者在宮外高呼「馬可仕，馬可仕，還是馬可仕！」典禮的播報因電臺/電視臺遭反叛軍控制而斷訊。典禮後，馬可仕一家與心腹匆匆離開。宮外一百公尺的路障外則有數百名憤怒的抗議群眾。

### 倉惶出亡

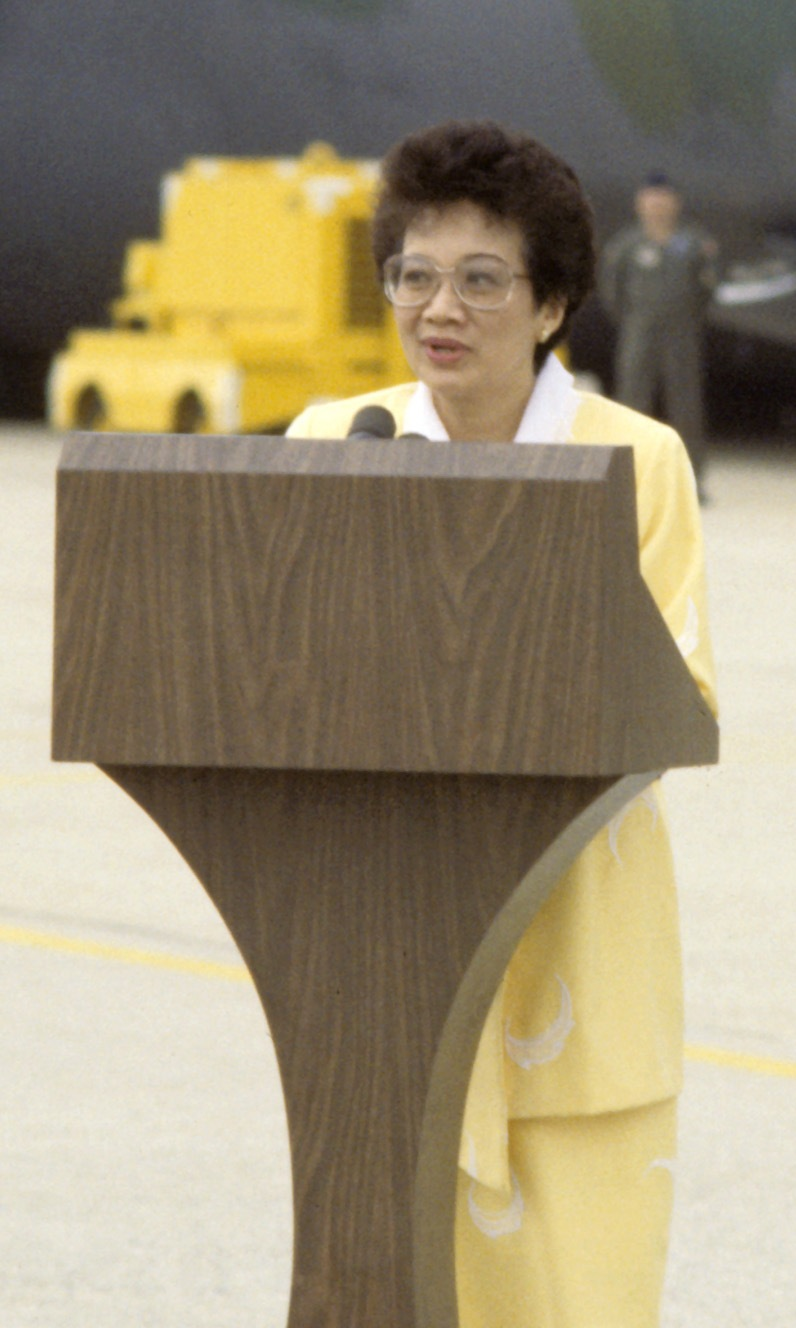
菲律賓總統柯拉蓉·艾奎諾

2月25日凌晨4:00，馬可仕與美國聯邦參議員Paul Laxalt對話詢問白宮方面的建議，Laxalt建議他「斷乾淨」（cut and cut cleanly），馬可仕只能以短暫的沉默表達失望。下午，馬可仕與安利爾通話，要求給予他與其家人和親信的安全通路。最後，美國提供政治庇護，馬可仕一家在午夜搭乘美國空軍救難直昇機飛往馬尼拉北方83公里的克拉克空軍基地，再轉乘美國空軍飛機途經關島於26日抵達夏威夷，统治菲律宾长达20年的马科斯政权宣告倒台。
當民眾得知馬可仕出亡的消息，許多人在街頭歡慶舞蹈。菲律賓民眾終於得以進入過去數十年被拒絕進入的馬拉干鄢宮。雖有憤怒群眾掠奪的情況發生，但多數只是去逛逛這個做出改變菲律賓歷史之決策的所在。
世界許多地方的人也跟著慶祝並恭賀他們認識的菲律賓人。有新聞標題形容這是場「令世界驚訝的革命」。美國哥倫比亞廣播公司主播Bob Simon則說：「我們美國人總愛想著是我們教導了菲律賓人民主，而今晚，他們正教導全世界。」

## 後續發展
柯拉蓉·艾奎諾總統於同年9月在美國國會演說時表示：「我們的革命應該是有史以來代價最輕的。」
亞洲第一位女性總統與亞洲第一位經人民直選產生的女性政府首長的柯拉蓉獲《時代》雜誌選為1986年的「年度風雲人物」。她也獲得當年的諾貝爾和平獎提名。
馬尼拉國際機場於1987年被命名為尼諾伊·艾奎諾國際機場。2月25日也成為菲律賓的特別紀念假日。
儘管革命成功，在20年威權統治後恢復了民主制度、新聞自由、文人治理，菲律賓的民主政治體系依然脆弱而有缺陷，恩寵庇蔭式的政治依然妨礙著民主發展。這次革命改變了領導階層，但權力依然集中於少數富有菁英。1987年憲法所訂的權利雖為國家所保障，卻依然在多數情況下被政府忽略。柯拉蓉總統任內也發生幾次未遂政變。猖獗的貪汙導致了2001年罷黜總統艾斯特拉達的第二次人民力量革命。
馬可仕於1989年死於夏威夷後，伊美黛獲准於1991年回到菲律賓。伊美黛雖貪腐官司纏身，一家人卻依然活躍於馬可仕的地盤北伊羅戈省，她分別於1995年與2010年獲選為任期三年的眾議員，其女Imee現為該省省長，其子則為參議員。
要求鎮壓革命的參謀總長Fabian Ver亦流亡美國，後卒於泰國。
羅慕斯在革命成功後獲拔擢為參謀總長，再接任國防部長，1992年獲選為總統，接替柯拉蓉，直至1998年卸任。安利爾後轉戰國會，自2008年底初任參議院議長迄今。
柯拉蓉卸任總統後，曾訪問臺灣這個艾奎諾最後旅程所停留之地。被視為菲律賓民主象徵的她於2009年病逝，後與艾奎諾合葬於馬尼拉紀念公園。大批民眾於十天國殤期間繫上象徵「人民力量」運動標誌的黃絲帶，向這位勇敢女性告別。其子貝尼格諾·阿基諾三世則於2010年當選總統，他也在2011年為埃及人民以和平方式推翻執政30年的獨裁總統穆巴拉克而歡呼。他表示埃及的人民力量導致政權轉移，顯示追求更自由、更公平的社會，是普世的渴望。如同菲律賓在1986年一樣，埃及人民現在必須開始著手，重建他們的體制。

## 國內批評
菲律賓國內有些政治評論者認為人民力量革命缺乏各省民眾的參與，忽略農民與苦勞大眾的聲音，象徵著專橫馬尼拉大都會的傲慢。

## 國際影響
人民力量革命使菲律賓成為第三波民主化中的亞洲先例，被認為也帶動了臺灣與南韓等國的民主運動。例如1986年5月19日發起的「五一九綠色行動」，就以「菲律賓能，台灣當然也能！」為宣傳，訴求民眾參與行動以「和平取銷（消）戒嚴」，參與的黨外運動人士包括陳水扁、謝長廷、周伯倫、洪奇昌、鄭南榕、尤清、李勝雄、邱義仁、藍美津、顏錦福等人。:57當時海外臺灣獨立運動亦聯想菲律賓與國民黨政府皆是威權體制，同樣與美國關切、受美國大力支持。菲國革命可成，是否預示臺灣會是下一個變動地區。同年3月2日，FAPA執行長蔡同榮即隨索拉茲率領的美國國會訪問團造訪菲律賓，3月6日拜會新任總統艾奎諾夫人（即柯拉蓉），向菲國人民革命表達高度肯定，並表示這將給予臺灣人相當大的鼓勵。:106-107反對黨民主進步黨其後於9月28日成立，而時任總統蔣經國決定在1987年7月15日解除戒嚴，台灣之後亦解除黨禁和報禁，逐步民主化。
1987年1月，一位首爾大學學生在警察偵訊後死亡引發公眾憤怒，超過一百萬的學生與民眾參加了六月民主運動，迫使政府宣布釋放所有異議人士，並於10月舉行公民投票修改憲法，「進一步加強基本自由與民主秩序」，增訂「憲法確保所有公民作為人的價值和尊嚴，以及追求幸福的權利。國家有責任確認和確保個人擁有基本並不可侵犯的人權」。12月，南韓舉行首次自由的總統直接民選，由盧泰愚當選。李承晚、朴正熙和全斗煥獨裁統治時期的在野黨領袖金泳三與金大中分別於1993年和1998年當選韓國總統。
1986年底，中国大陆許多大中城市亦發生大規模的八六學潮，被視為較開明的中共中央總書記胡耀邦於1987年1月未經正規程序即被迫辭職。1989年，北京發生因悼念胡耀邦而起的更大規模學潮，後被当局镇压，并造成较开明的中共中央总书记赵紫阳在中共十三届四中全会上被解除所有职务。